# Zgorzała (jezioro)

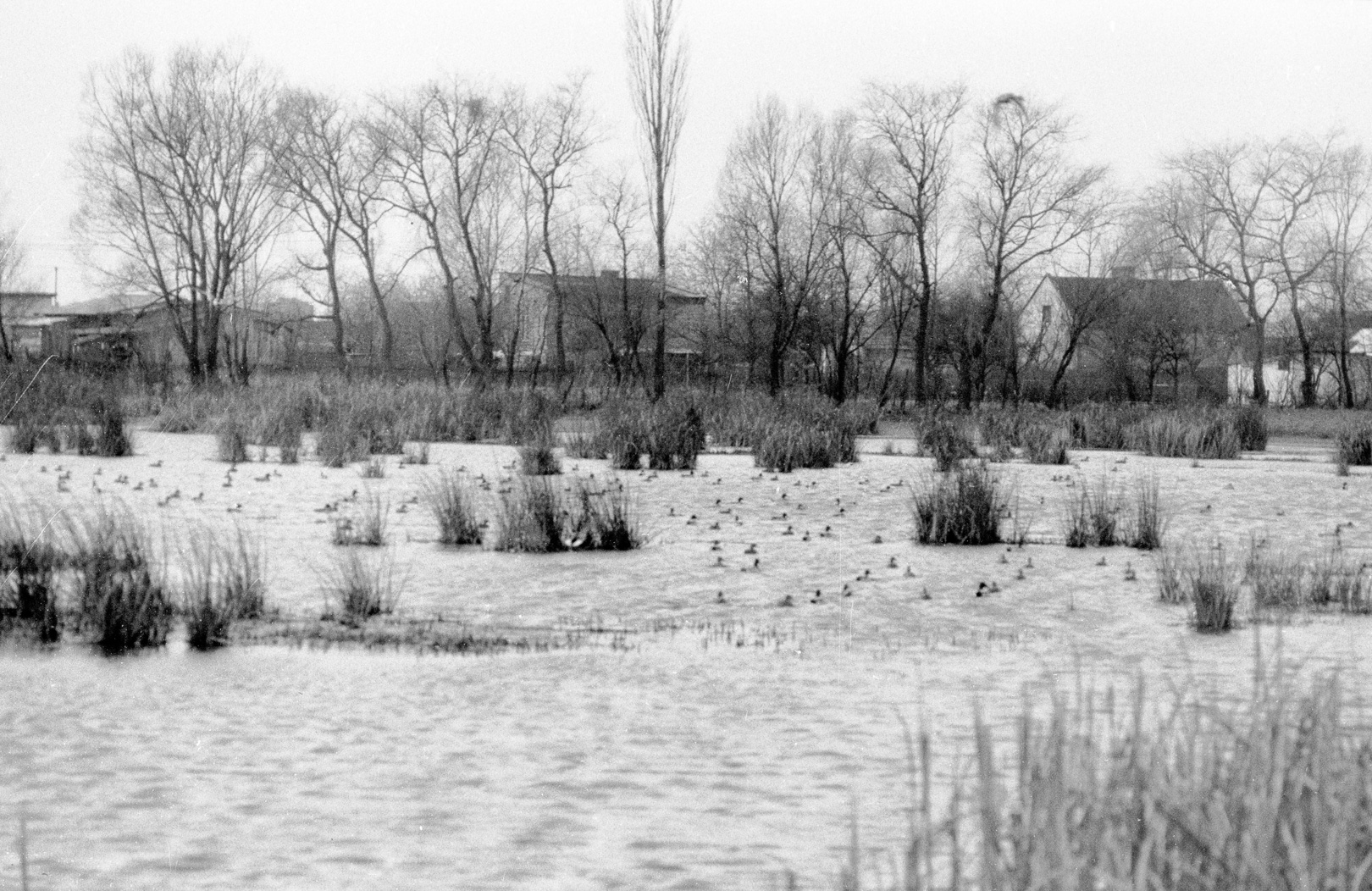
Jezioro Zgorzała, część północna, 1982 rok

Zgorzała – jezioro o powierzchni ponad 3 ha leżące w Warszawie, w dzielnicy Ursynów.

## Położenie
Jezioro leży po lewej stronie Wisły, w Warszawie, w dzielnicy Ursynów, pomiędzy osiedlami Zgorzała nad Jeziorem i Jeziorki Polskie, w kwadracie ulic Trombity, Kórnickiej i Dumki. Położone jest na obszarze wododziałowym pomiędzy zlewniami rzek: Jeziorki i Raszynki.
Zgodnie z ustaleniami w ramach Programu Ochrony Środowiska dla m. st. Warszawy na lata 2009-2012 z uwzględnieniem perspektywy do 2016 r. jezioro jest jeziorem wytopiskowym. Położone jest na terenie wysoczyzny i zasilane jest okresowo wodami powierzchniowymi. Odpływ natomiast ma formę cieku – swój początek ma tu Kanał Jeziorki, który odprowadza wodę z pobliskich pól i dróg. Powierzchnia jeziora wynosi 3,2781 hektara. Towarzyszy mu mniejszy zbiornik wodny o powierzchni 0,1246 ha. Misa jeziora obejmuje powierzchnię ok. 17 ha.

## Rekultywacja
Z powodu nadmiernego osuszenia oraz stałego obniżania się wód gruntowych, jezioro znacznie zmniejszyło swoje rozmiary. Pierwotnie jezioro było największym w Warszawie, o powierzchni ok. 20 ha (dla porównania Jezioro Czerniakowskie – 14,5694 ha). Obecnie, w okresie braku opadów redukuje się do dwóch oczek wodnych w południowo-wschodniej części dawnego obrysu zbiornika (niegdyś najgłębszej). W części północno-zachodniej pozostałością są dwa bardzo małe stawy oraz tereny podmokłe. Tereny dawnego Jeziora Zgorzała zasypane zostały gruzem i ziemią powstałą w wyniku wykopów budowlanych. Zasypanie jeziora (zmniejszenie pojemności retencyjnej zbiornika) spowodowało problemy z odwodnieniem okolicy tzw. zielonego Ursynowa i częste podtopienia, w tym jedno bardzo duże w 2010 r. W związku z tym, na wniosek właścicieli pobliskich działek, w 2012 r. rozpoczęła się rekultywacja jeziora na podstawie opracowania z 2011 r. pt. „Koncepcja rekultywacji jeziora Zgorzała wraz z zagospodarowaniem terenów przyległych” zleconego przez zarząd Dzielnicy Ursynów m. st. Warszawy. Głównym jej celem było stworzenia retencji w ilości 60 000 m³. Całkowity koszt przedsięwzięcia został oszacowany na kwotę 8 291 288,88 zł. Rekultywacja objęła odtworzenie pierwotnej linii brzegowej, jej umocnienie oraz pogłębienie jeziora. W planach było też zasadzenie 260 drzew i prawie 450 krzewów, a także stworzenie infrastruktury parkowej: ławek, pomostów, placu zabaw, parkingu.

## Przyroda
Zgodnie z badaniem z 2004 roku na terenie zbiornika wodnego i w jego okolicach stwierdzono występowanie następujących ptaków: bąk (wiosną), łabędź niemy, głowienka, czernica, błotniak stawowy, czajka, mewa śmieszka, trzciniak i kaczka krzyżówka. Stwierdzono też występowanie gatunków: perkoz rdzawoszyi, cyraneczka i krwawodziób. W 2013 r. awifauna obejmowała 72 gatunki, w tym 44 lęgowe. Nad jeziorem występuje kruszyna pospolita.
Miasto stołeczne Warszawa uznało w 2007 roku, iż teren jeziora Zgorzała należy objąć użytkiem ekologicznym.

## Galeria

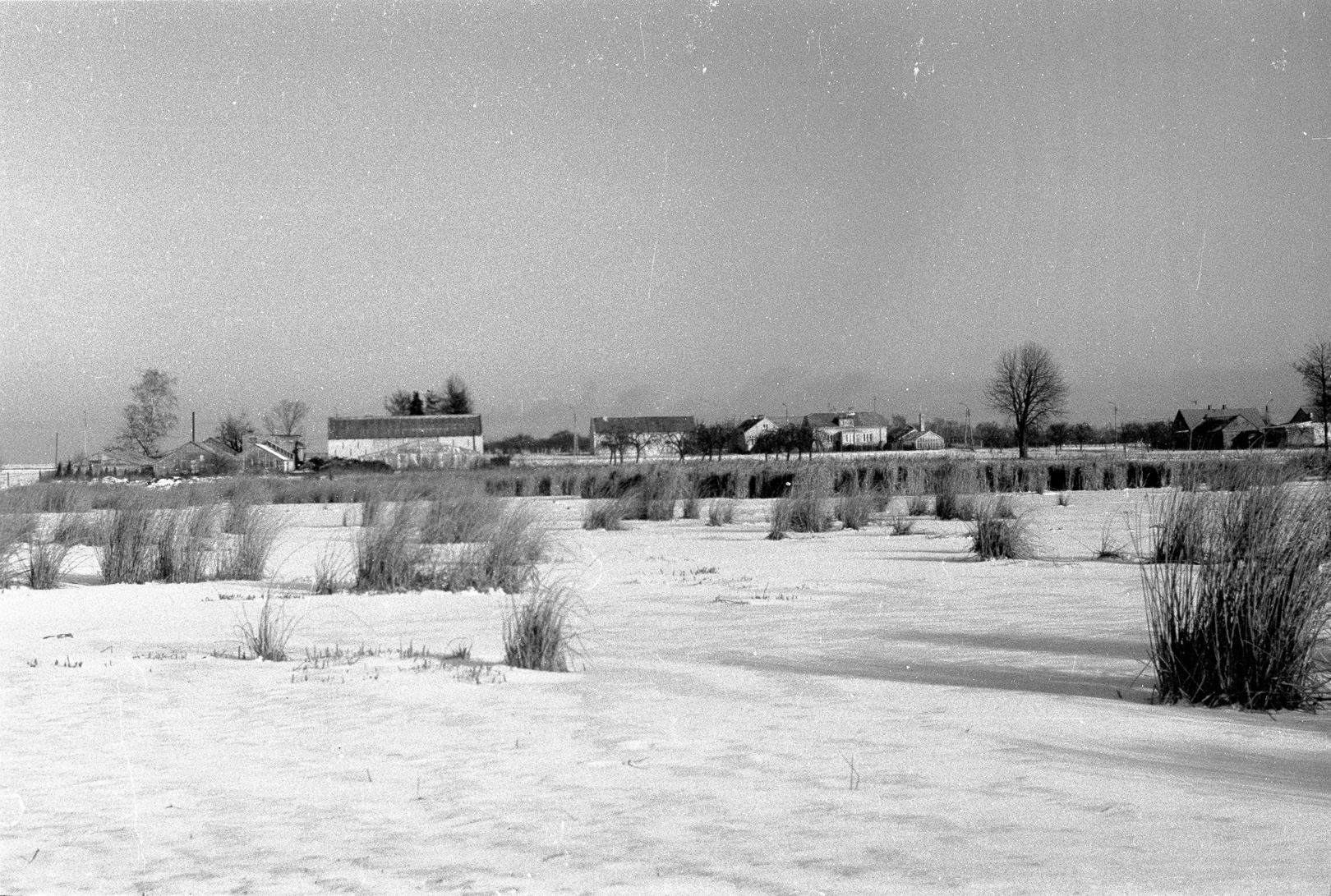
Część północna, zima 1982/1983
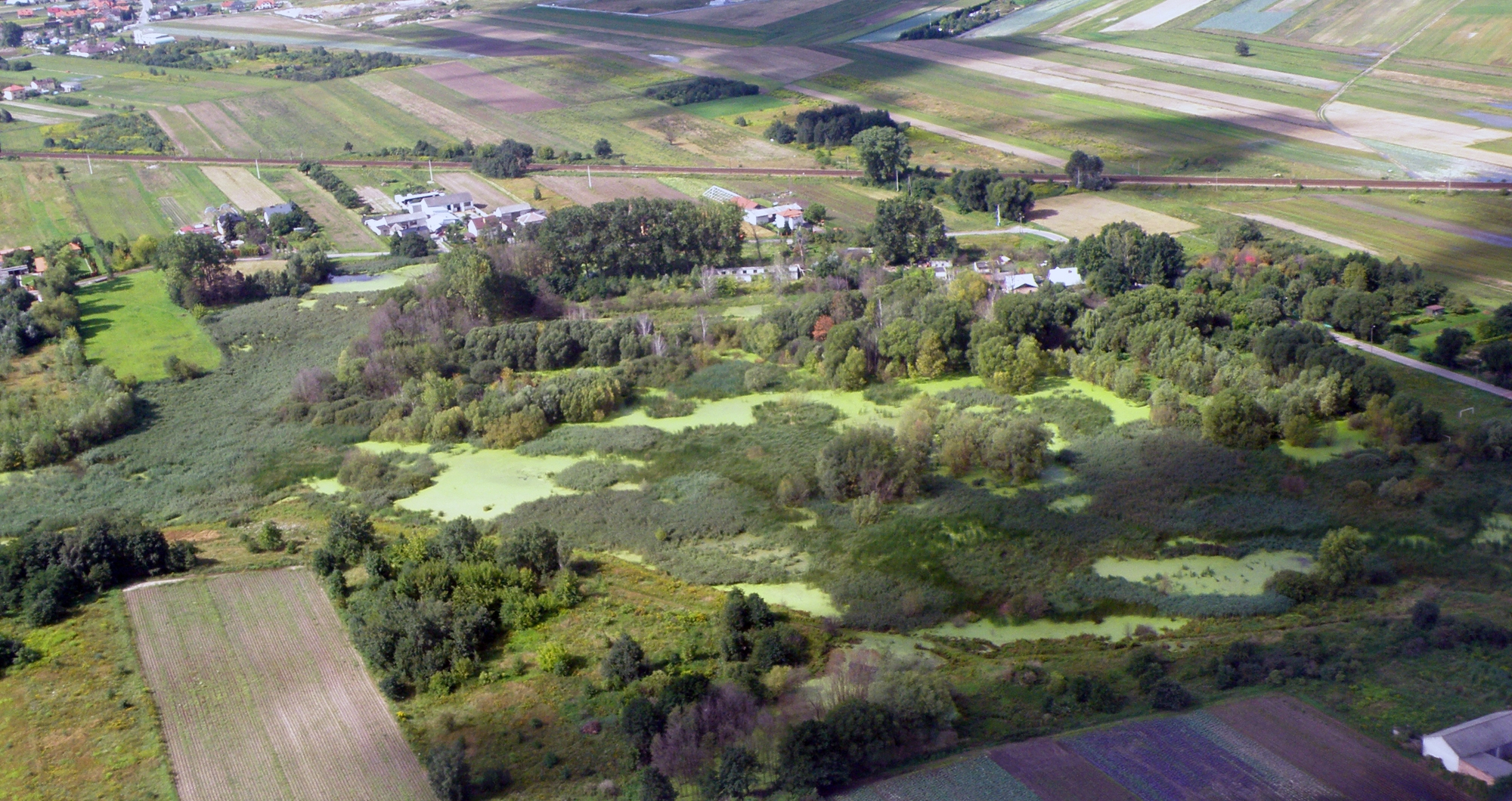
Część północna i środkowa z lotu ptaka, 2011
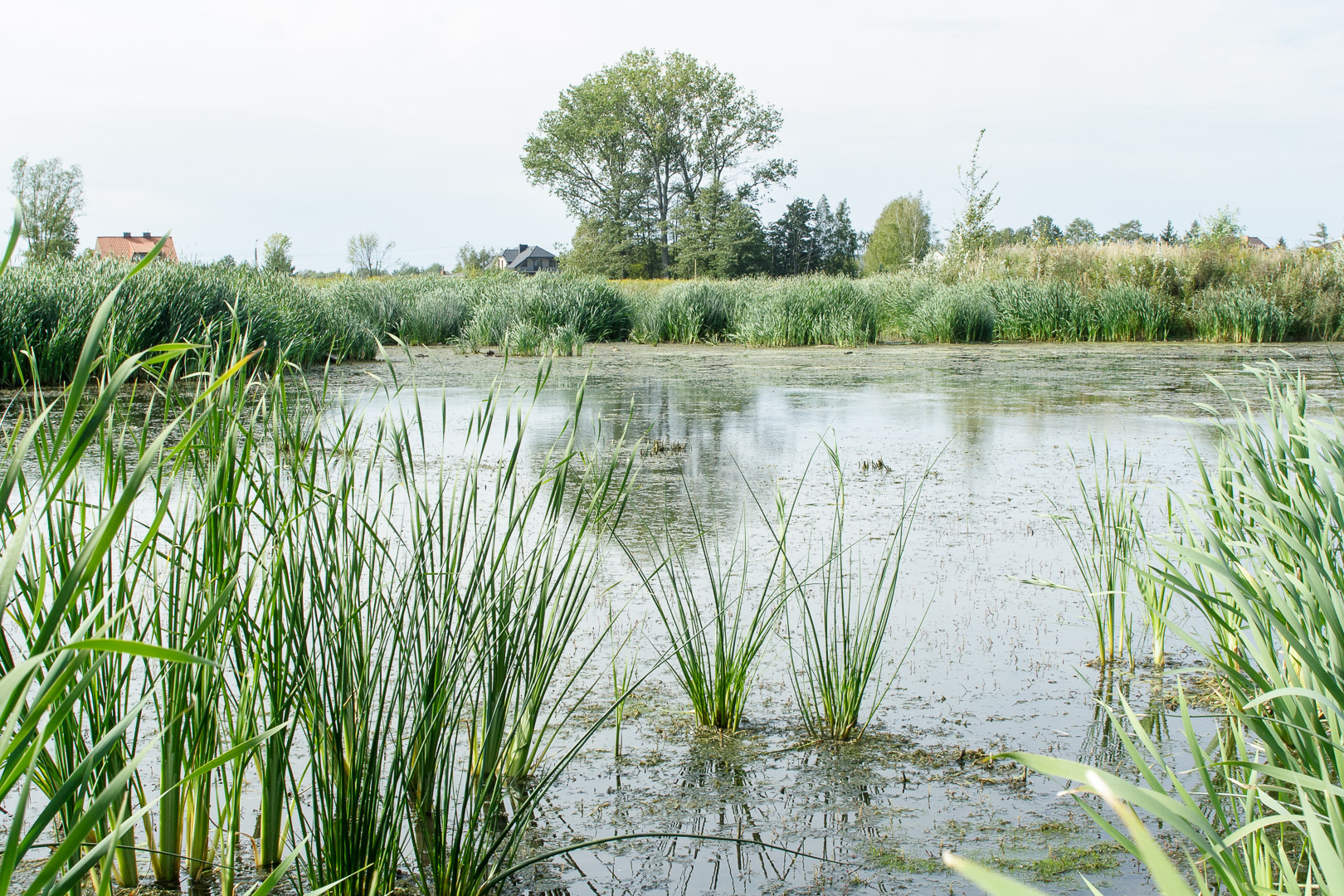
Część środkowa, 2016
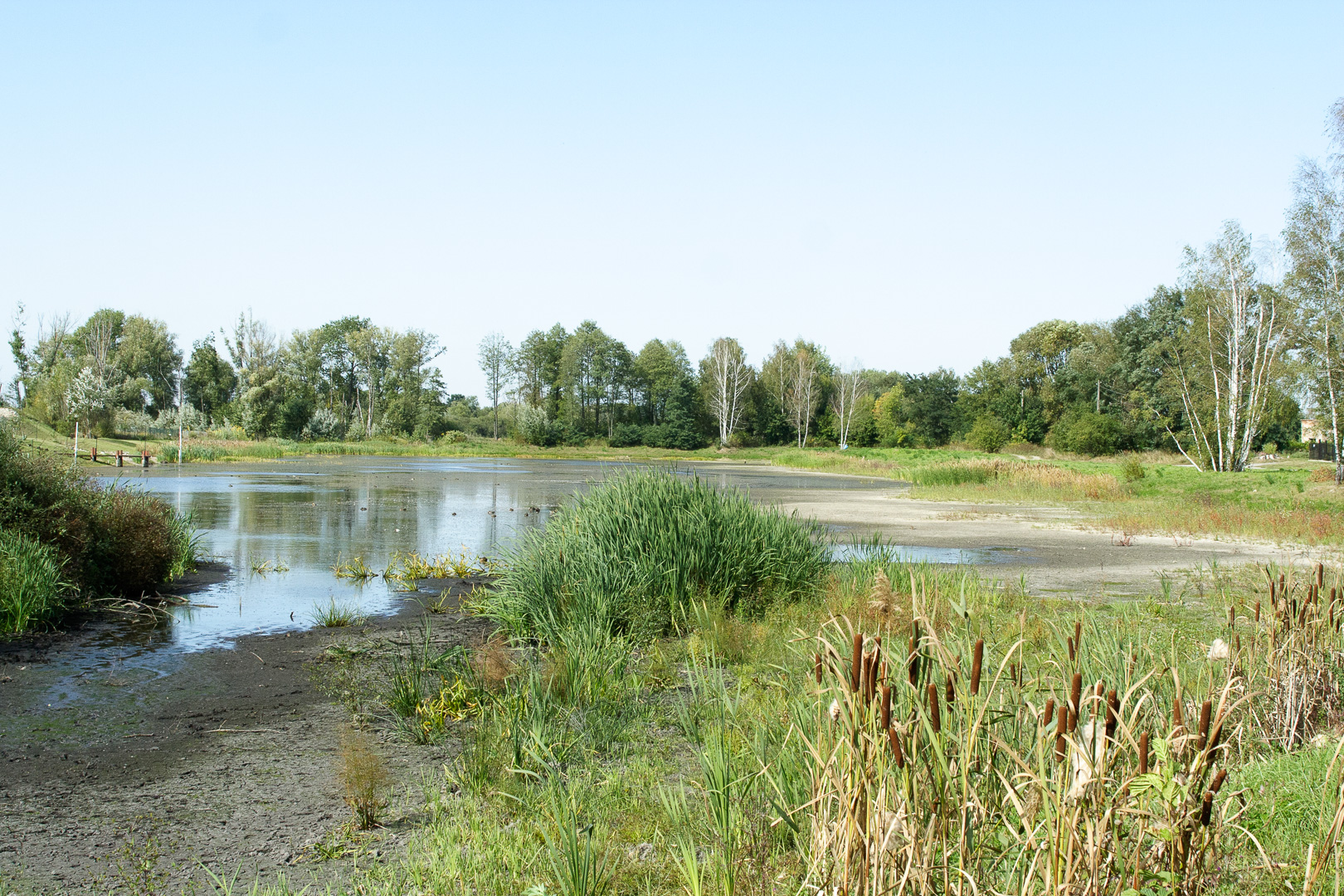
Część południowa, 2016
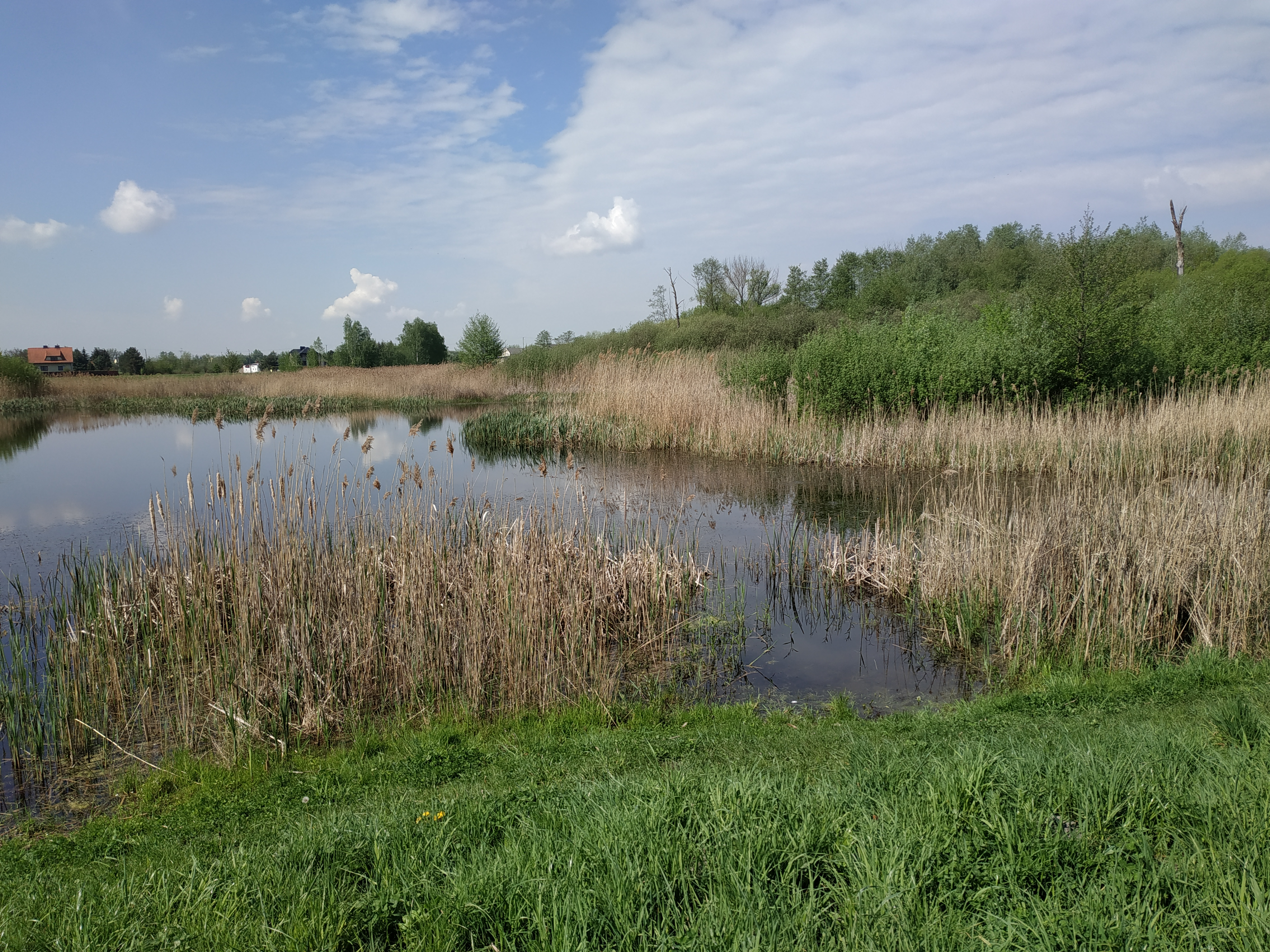
Część środkowa, 2021
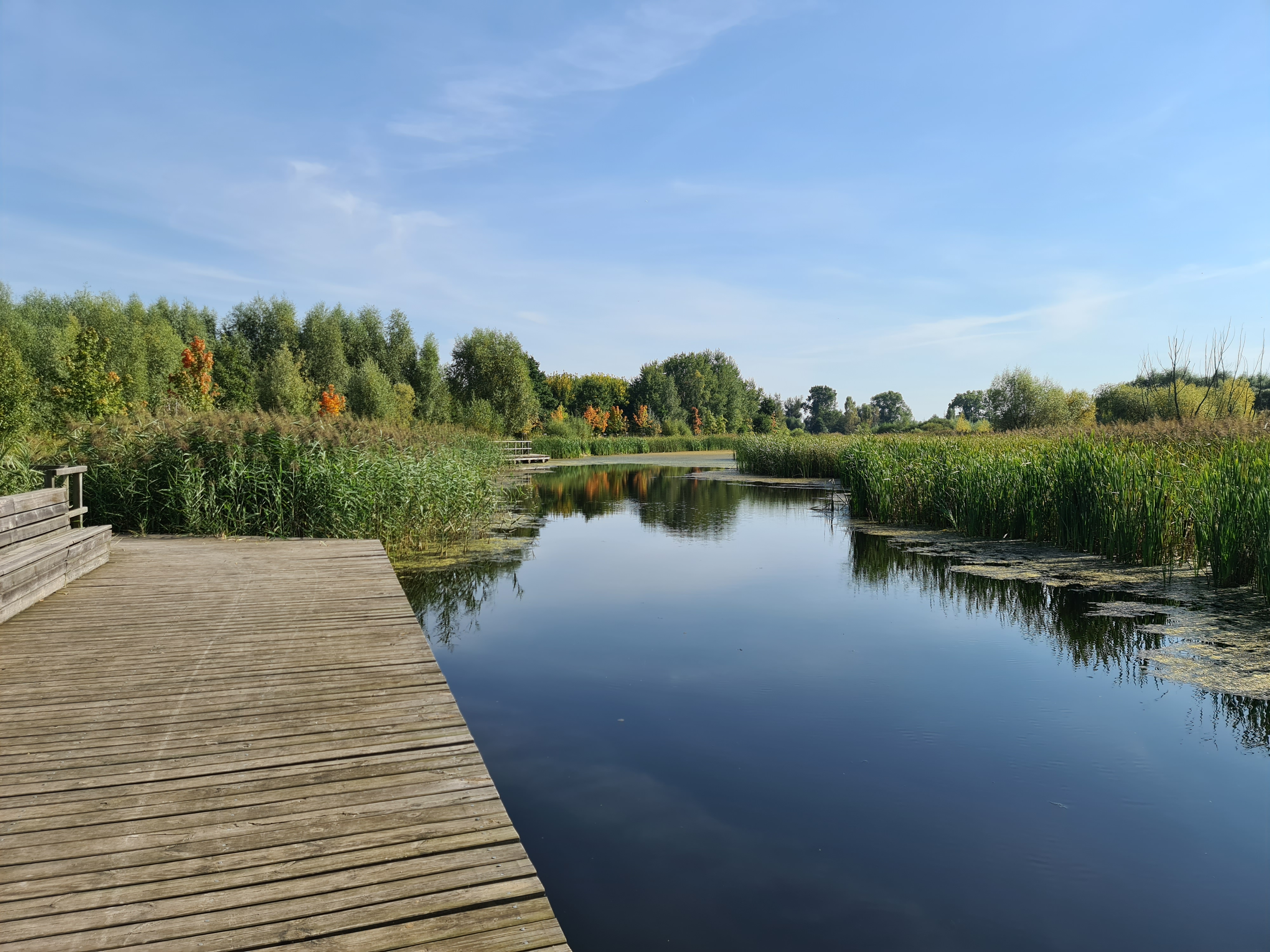
Pomost w części północnej, 2021
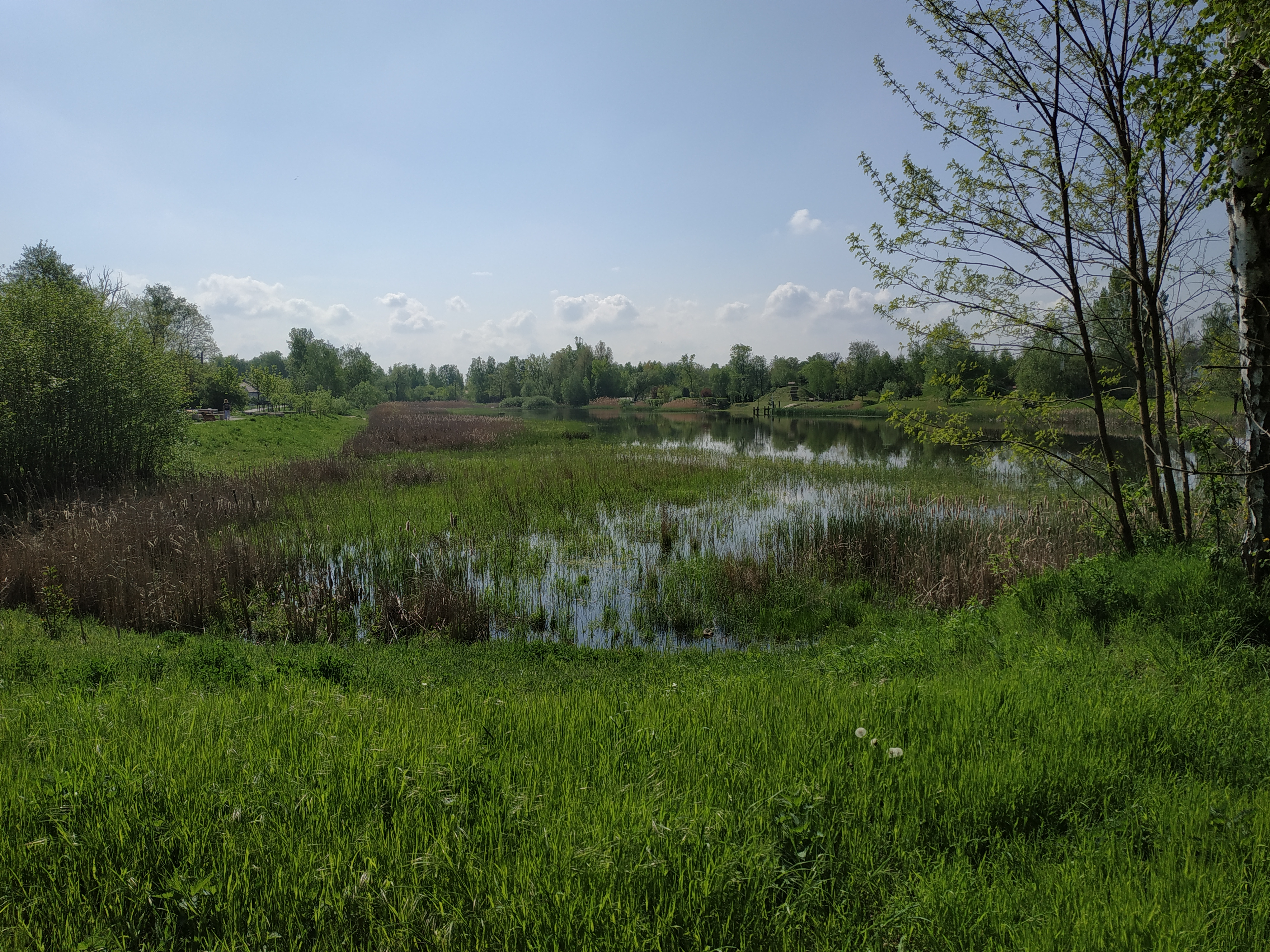
Część południowa, 2021